# Зібек (округ, Південна Дакота)
Шаблон:StateAbbr_ 44°59′ пн. ш. 101°40′ зх. д. / 44.98° пн. ш. 101.67° зх. д.
Округ  Зібек (англ. Ziebach County) — округ (графство) у штаті  Південна Дакота, США. Ідентифікатор округу 46137.

## Історія
Округ утворений 1911 року.

## Демографія
За даними перепису 2000 року загальне населення округу становило 2519 осіб, усе сільське. Серед мешканців округу чоловіків було 1240, а жінок — 1279. В окрузі було 741 домогосподарство, 594 родин, які мешкали в 879 будинках. Середній розмір родини становив 3,81.
Віковий розподіл населення поданий у таблиці:
| Стать    | До 15 років | 15-21 | 22-29 | 30-39 | 40-49 | 50-65 | 65-85 | Понад 85 |
| -------- | ----------- | ----- | ----- | ----- | ----- | ----- | ----- | -------- |
| Чоловіки | 414         | 182   | 103   | 151   | 152   | 137   | 96    | 5        |
| Жінки    | 434         | 175   | 125   | 150   | 162   | 146   | 84    | 3        |

## Суміжні округи
- Корсон — північ
- Дьюї — схід
- Стенлі — південний схід
- Хокон — південь
- Пеннінґтон — південний захід
- Мід — захід
- Перкінс — північний захід

## Виноски
1. ↑  US Decennial Census. US Census Bureau. Архів оригіналу за 26 квітня 2015. Процитовано 28 березня 2015.
2. ↑  Historical Census Browser. University of Virginia Library. Архів оригіналу за 11 серпня 2012. Процитовано 28 березня 2015.
3. ↑  Forstall, Richard L., ред. (27 березня 1995). Population of Counties by Decennial Census: 1900 to 1990. US Census Bureau. Архів оригіналу за 28 грудня 2008. Процитовано 28 березня 2015.
4. ↑  Census 2000 PHC-T-4. Ranking Tables for Counties: 1990 and 2000 (PDF). US Census Bureau. 2 квітня 2001. Архів оригіналу (PDF) за 18 грудня 2014. Процитовано 28 березня 2015.
5. ↑  State & County QuickFacts. Бюро перепису населення США. Архів оригіналу за 23 липня 2011. Процитовано 28 листопада 2013.(англ.) Наведено за англійською вікіпедією.
6. ↑  American FactFinder. Бюро перепису населення США. Архів оригіналу за 21 травня 2008. Процитовано 31 січня 2008.

| США | Це незавершена стаття з географії США. Ви можете допомогти проєкту, виправивши або дописавши її. |